# Elundini
Elundini est une municipalité locale située dans le district de Joe Gqabi, dans la province du Cap oriental, en Afrique du Sud. En 2011, sa population est de 138 141 habitants.
Le siège de la municipalité est situé à Maclear.

## Source
- (en) Cet article est partiellement ou en totalité issu de l’article de Wikipédia en anglais intitulé « Elundini Local Municipality » (voir la liste des auteurs).